# Siero
Siero est une commune (concejo aux Asturies) située dans la communauté autonome des Asturies en Espagne. Elle est située au centre de la région et est bordée au nord par Gijón, à l'est par Villaviciosa, Sariego, Nava et Bimenes, au sud par les communes de Langreo et San Martín del Rey Aurelio, et à l'ouest par Oviedo et Llanera. Elle couvre une superficie totale de 211,60 km² et jouit d'une situation stratégique privilégiée dans les Asturies, pleinement insérée dans la zone centrale des Asturies. La commune de Noreña se trouve au centre de la municipalité et constitue une enclave, étant donné qu'elle est complètement entourée par la municipalité de Siero.
Sa population est de 52 194 habitants (INE 2023), ce qui en fait la quatrième commune la plus peuplée des Asturies, répartie entre 258 agglomérations de différentes tailles, dont Lugones (13 213 habitants), Pola de Siero (capitale) (12 711 habitants), l'urbanisation de La Fresneda (4532 habitants) et El Berrón (3545 habitants) sont les agglomérations les plus peuplées.

## Paroisses
Les 29 paroisses civiles de la commune de Siero :
- Anes
- Aramil
- Argüelles
- Barreda
- Bobes
- Santa Marta Carbayín
- Celles
- Collado
- Feleches
- Granda
- Hevia
- La Carrera
- La Collada
- La Paranza
- Lieres
- Limanes
- Lugones
- Marcenado
- Muñó
- Pola de Siero
- San Juan Arenas
- Santa Eulalia de Vigil
- Santa Marina de Cuclillos
- Santiago Arenas
- Tiñana
- Traspando
- Valdesoto
- Vega de Poja
- Viella

## Géographie
Les deux principales rivières de Siero, qui traversent la majeure partie de la commune, sont la Nora et la Noreña. Sur le plan géographique, les prairies constituent la majeure partie du territoire, avec des pins, des eucalyptus, des châtaigniers et des hêtres.
Le climat est l'un des plus doux des Asturies et fait partie des climats tempérés-océaniques, bien qu'il présente quelques particularités qui lui confèrent un certain caractère continental, en raison de son éloignement de la mer et de l'existence de barrières orographiques.

## Histoire

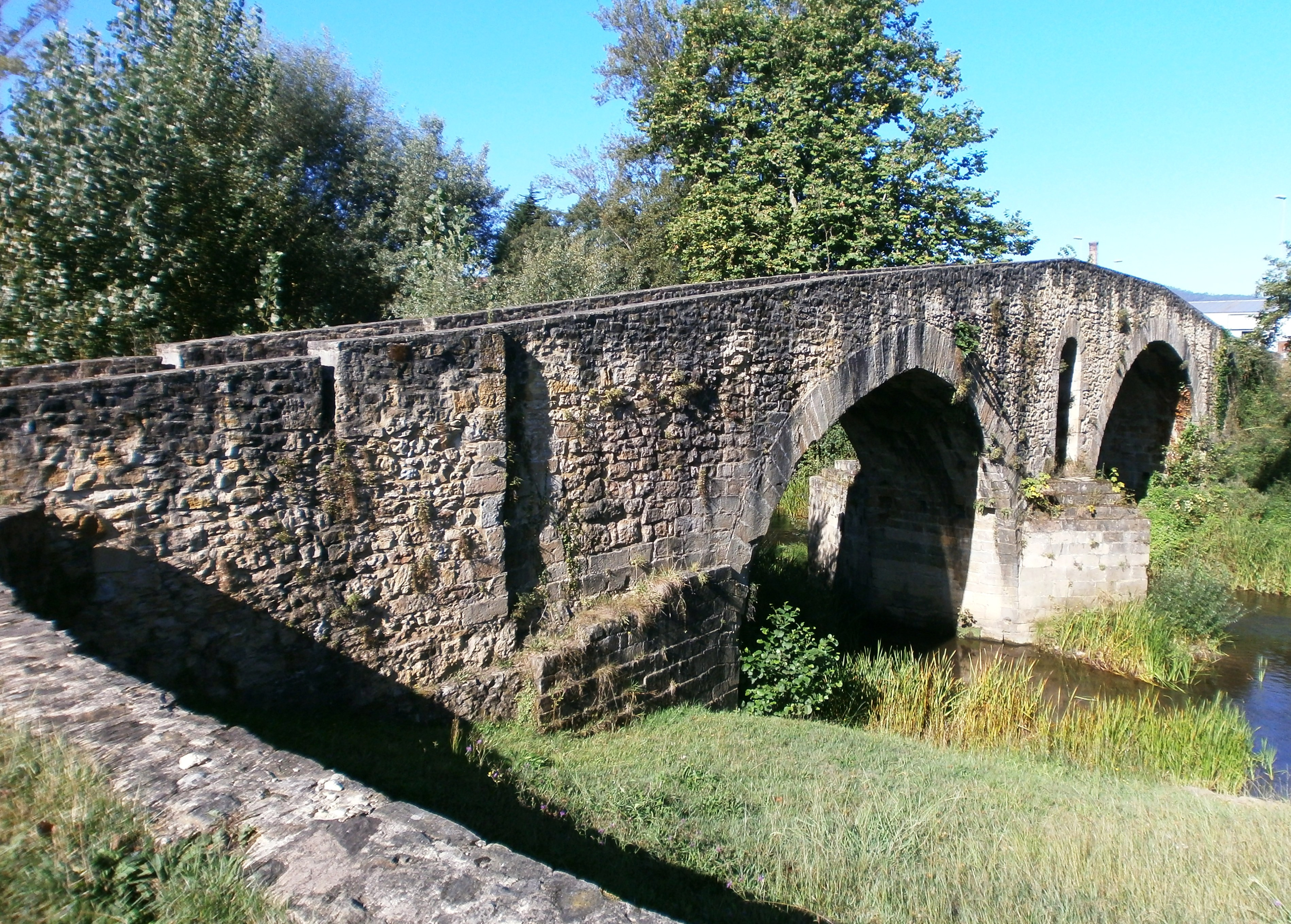
Le pont de Colloto.

Le peuplement de la région remonte au Paléolithique, des tumulus à Alto de la Mayá (Espinera) et Cantu Negru (Bobes) en témoignent encore aujourd'hui.
Les Romains avaient également une route importante, qui longeait la rivière Seco. Des colonies et des ponts près des lieux-dits Colloto, Bergueres, Lugones et la Pola et des fragments de la route sont encore utilisés aujourd'hui. 
La première mention documentaire date de 905, lorsque, sous le règne d'Alphonse III, l'église de Santa María de San Martín de Siero fut cédée à l'archevêché d'Oviedo. L'église de San Félix à Hevia a suivi en 967.
En 1270, sous Alphonse X, une délimitation de la commune a été mise par écrit pour la première fois. Jusqu'au  XIXe siècle, le concejo était gouverné par des familles régionales et l'archevêché d'Oviedo.
Pendant la guerre d'indépendance espagnole, la commune a été occupée en 1809 par le général français Kellermann, puis une nouvelle fois l'année suivante par le général Bonet.
Le blason contient l'ancien symbole municipal datant de 1580. En son centre se trouve une fleur de lys, symbole de pureté et de purification.

## Personnalités nées à Siero
- Ramón Martínez Vigil (es) (1840-1904), prêtre dominicain, évêque d'Oviedo.
- José Manuel Fuente, (1945-1996), coureur cycliste.
- Jesús López Carril, (1949-), coureur cycliste.
- Faustino Fernández Ovies, (1953-), coureur cycliste.
- Juan Antonio Martínez Camino, (1953-), évêque.
- Jesús Suárez Cueva, (1955-), coureur cycliste.
- Sergio Sánchez, (1976-), footballeur.
- Pedro Díaz, (1998-), footballeur.

## Galerie

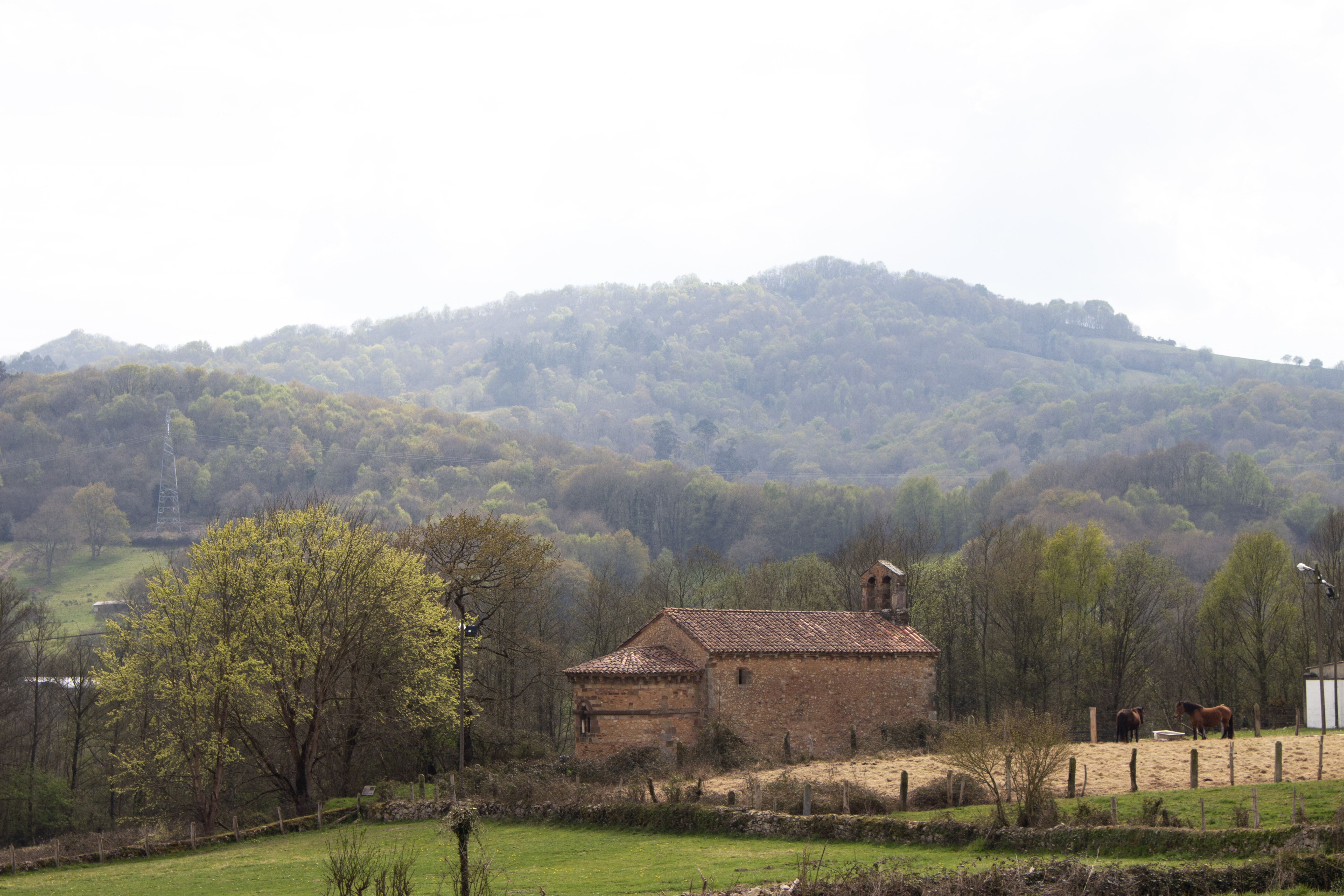
L'église Saint-Étienne (San Esteban) d'Aramil.
Tour de la famille Vigil, Santa Eulalia de Vigil.
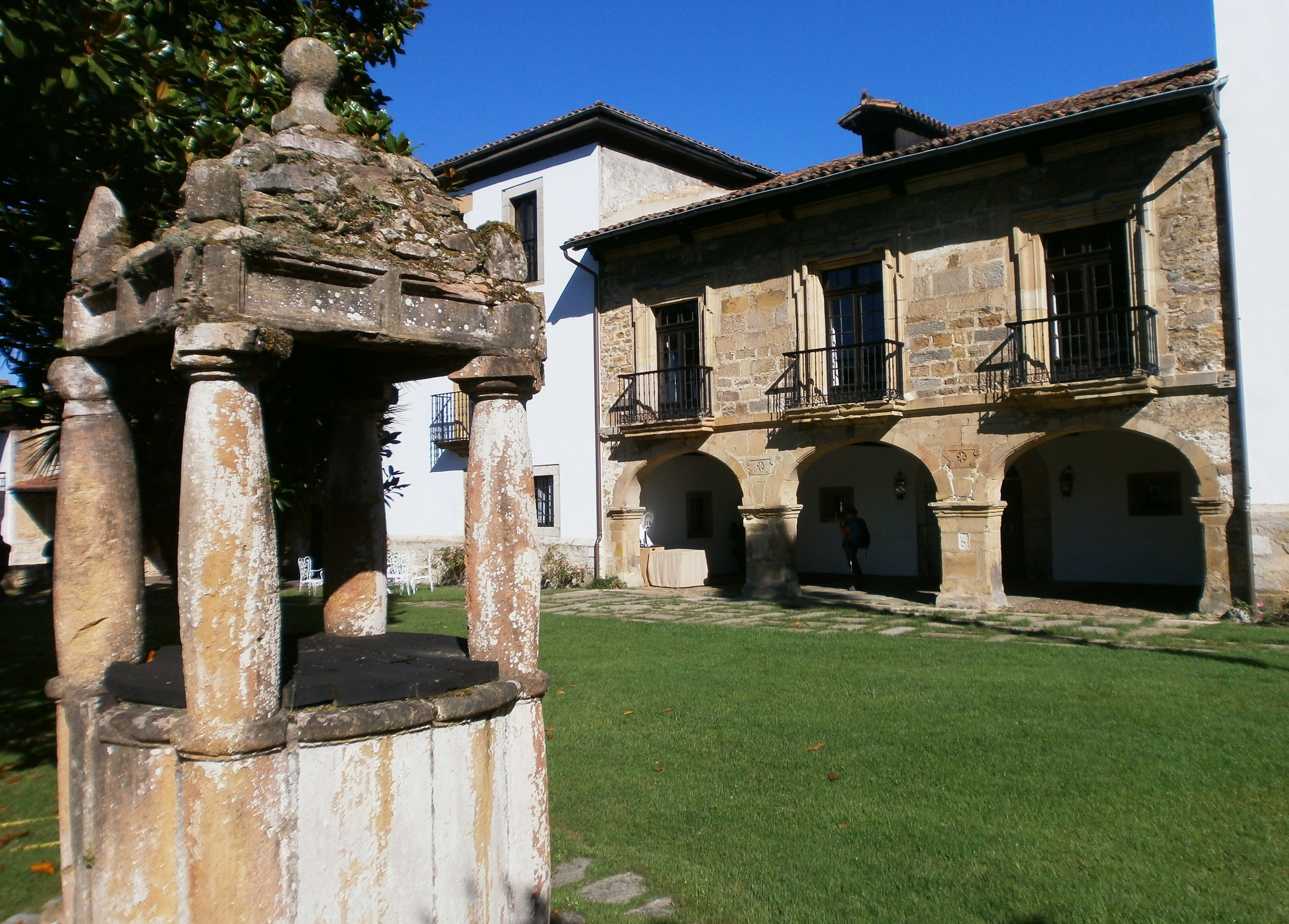
Le palais rural de Meres.
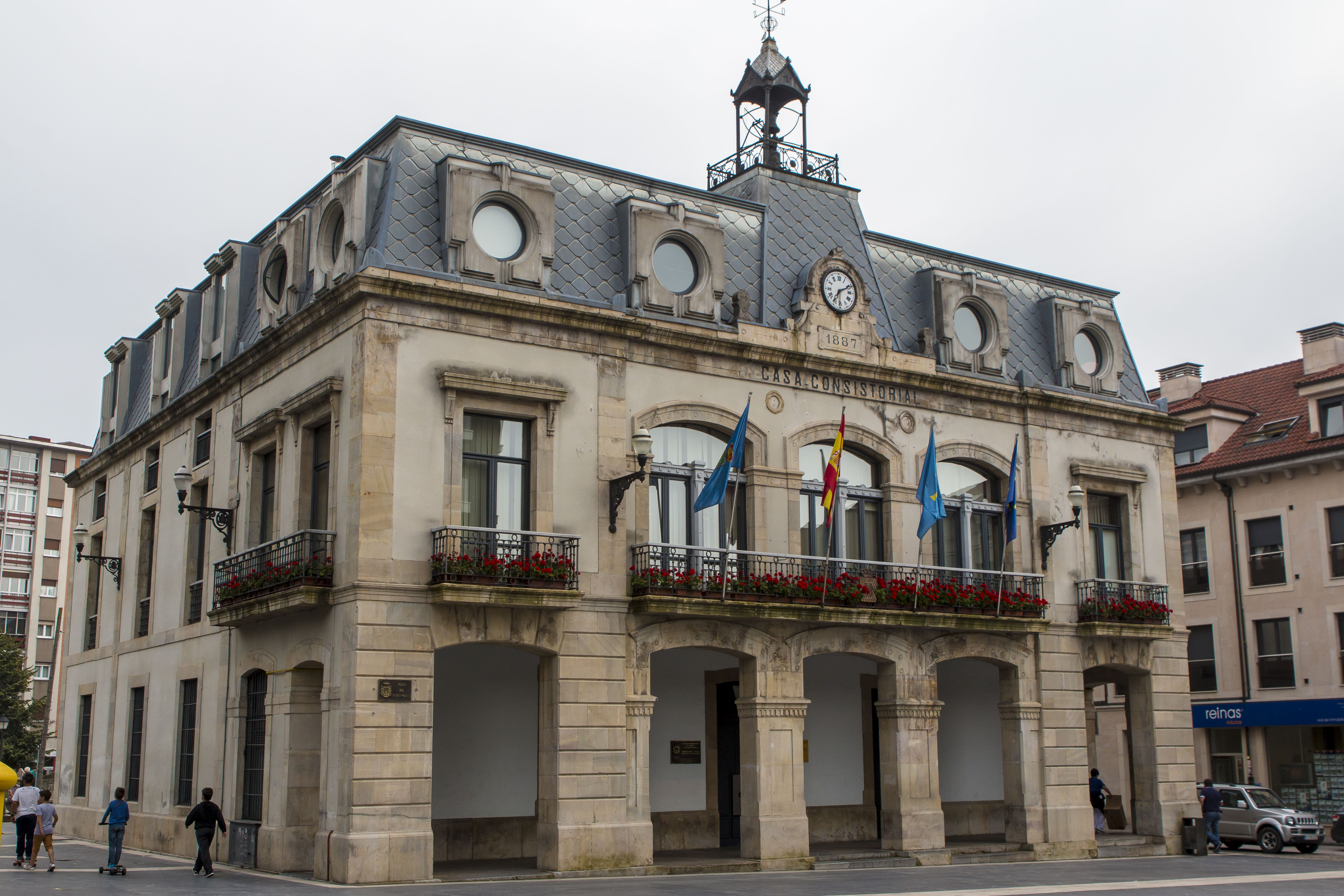
La mairie de Siero à Pola de Siero, capitale de la commune.
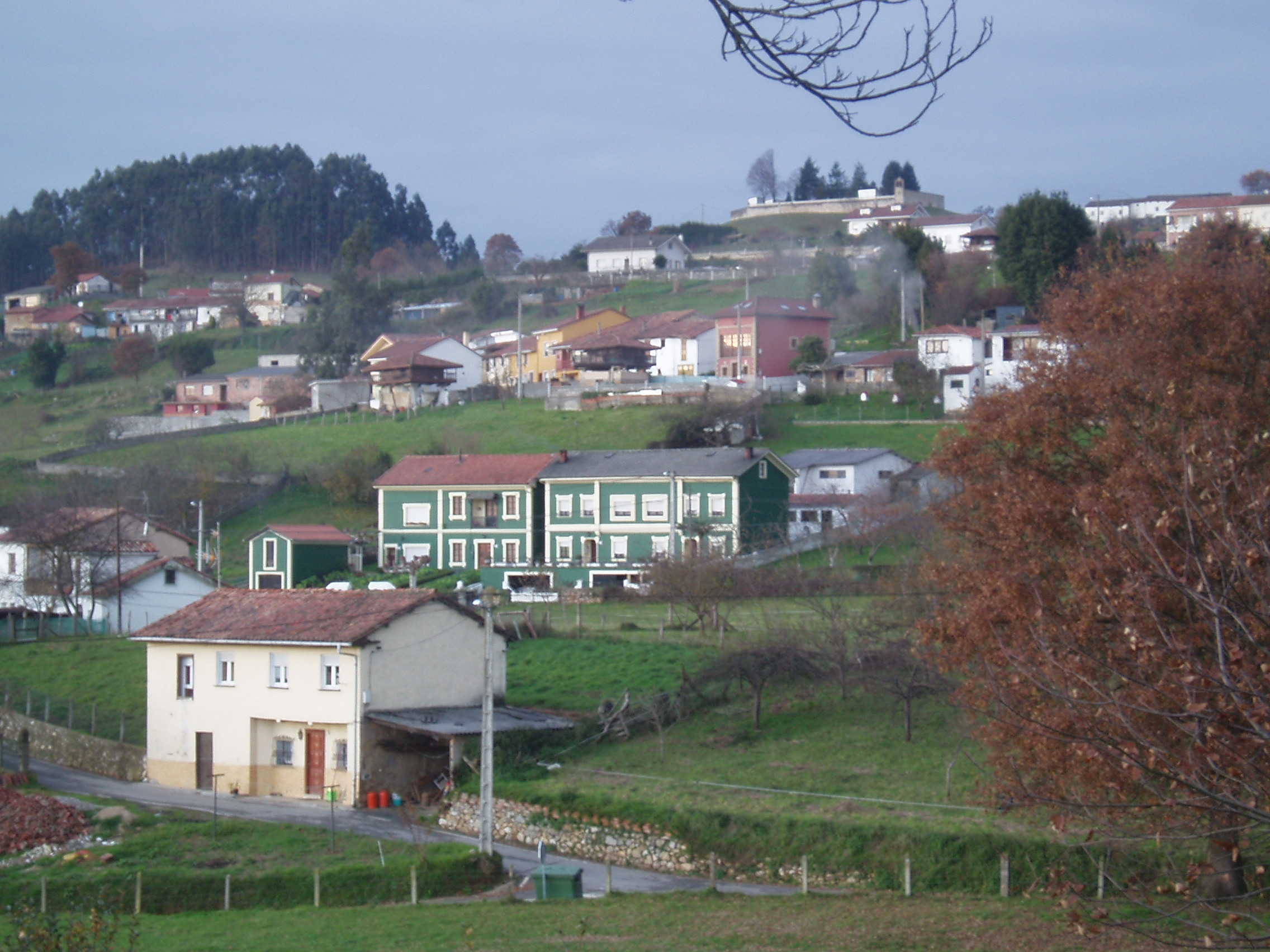
Le village de Collado.
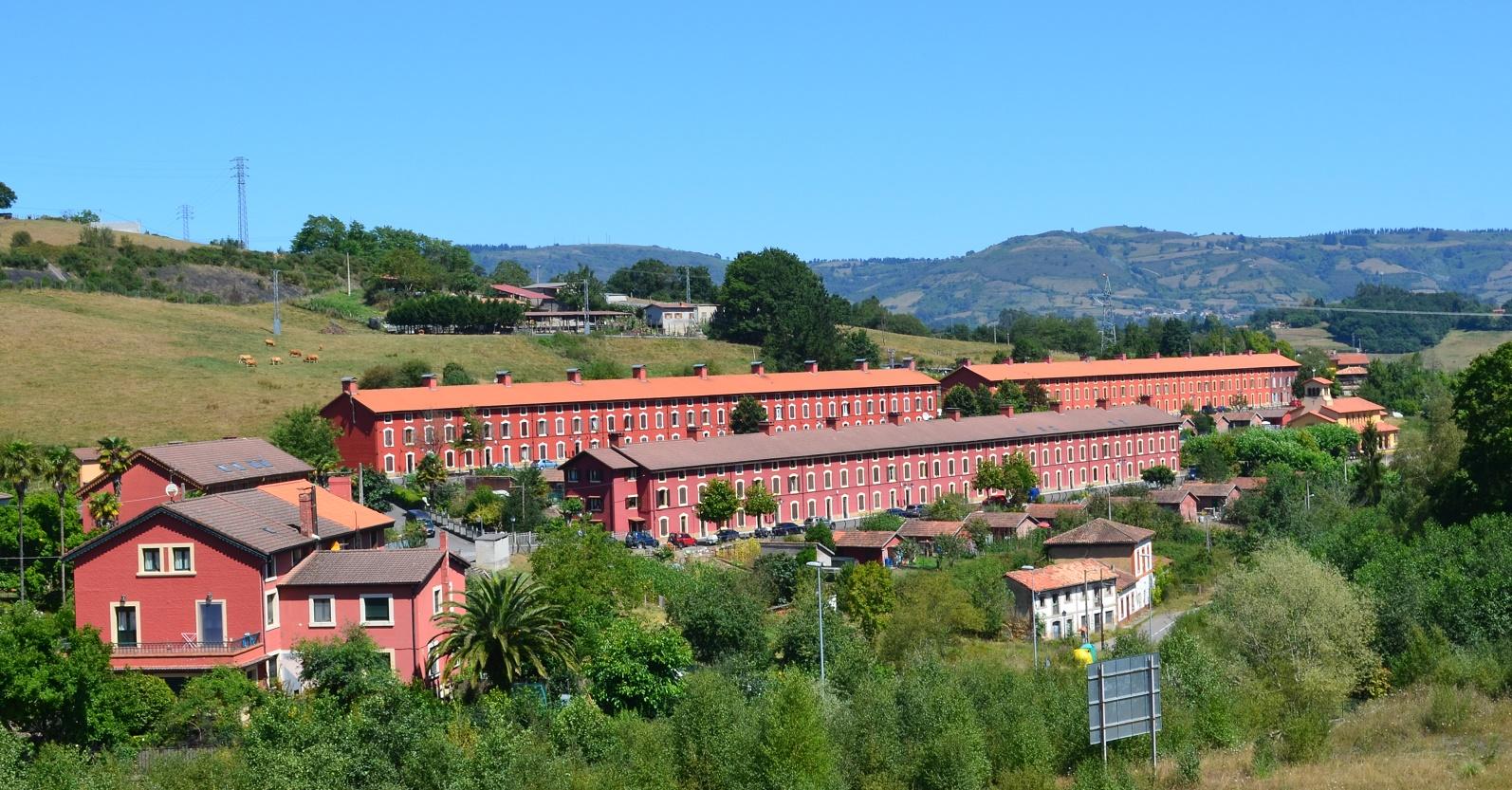
Logements à Campiello, ville minière de Solvay, Lieres.